# SNK Heroines: Tag Team Frenzy
SNK Heroines: Tag Team Frenzy (SNKヒロインズ 〜Tag Team Frenzy〜, SNK Hiroinzu Taggu Chīmu Furenjī) est un jeu de combat développé par SNK,. Le jeu est sorti sur Nintendo Switch et sur PlayStation 4 le 6 septembre 2018 au Japon, puis le 7 septembre 2018 dans le reste du monde. Le titre est également sorti sur borne d'arcade le 11 octobre 2018 au Japon,.
SNK Heroines: Tag Team Frenzy est un jeu de combat avec comme particularité un casting entièrement féminin. Le jeu se joue en équipe, deux contre deux, où la première héroïne est la principale combattante avec le rôle d' « Attaquante », tandis que la deuxième héroïne a pour but de soutenir le premier personnage (rôle « Supportrice »). Le jeu contient 18 personnages dont deux personnages invités provenant d'autres univers : Thief Arthur de la franchise Million Arthur et Skullomania de la série Street Fighter EX.

## Personnages
- Athena Asamiya
- Jeanne D'Arc (DLC)
- Kula Diamond
- Leona Heidern
- Love Heart
- Luong
- Mai Shiranui
- Mian
- Miss X
- Mui Mui
- Nakoruru
- Shermie
- Skullomania
- Sylvie Paula Paula
- Terry Bogard
- Thief Arthur (DLC)
- Yuri Sakazaki
- Zarina